# Абатство Сен Мартен (Турне)
Абатство Сен Мартен (на френски: Abbaye Saint Martin de Tournai) е историческо бенедиктинско абатство, в гр.Турне, провинция Ено, Югозападна Белгия, в близост до границата с Франция. Разрушено е по време на Френската революция през 1797 г.

## История
Абатството е основано от бенедиктинския монах Одон от Турне през 1092 г. През Средновековието абатството е важен духовен и културен център с процъфтяващо стопанство, плодородни земи, гори, мелници и собствена пивоварна.
По време на Френската революция, през 1797 г., абатството е разрушено, и монасите са прогонени. Повечето от манастирските сгради са разграбени и унищожени.
До наши дни е запазен абатският дворец, в който от 1830 г. се помещава общинската администрация на гр. Турне.

## Бира„Абей дьо Сен Мартен“
На 26 февруари 2001 г. пивоварната Brasserie de Brunehaut в Брюно получава разрешение да използва името на Абатство „Сен Мартен“ в Турне, за наименование на абатската си бира. Жан Дюмулен, архивист и куратор на катедралата в Турне разрешава възпроизвеждане на стъклописи от катедралата върху етикетите на бирата, а на 25 март 2002 г. Кристиан Маси, кмет на Турне, дава разрешение за поставянето върху бирените етикетите и на изображение на градския герб.
На 6 юни 2002 г. на пазара е пусната първата бира Abbaye de Saint Martin; върху етикета и са изобразени гербът на Турне, стъклопис от катедралата в Турне и логото „Призната абатска бира“ (Erkend Belgisch Abdijbier).